# Campeonato Sudamericano de Baloncesto de 2014
El Campeonato Sudamericano de Baloncesto de 2014 correspondió a la XLVI edición del Campeonato Sudamericano de Baloncesto. Fue disputado entre el 24 de julio y el 28 de julio en el Gimnasio Ciudad de La Asunción ubicado dentro de la urbe homónima en la Isla de Margarita, Venezuela luego de haber descartado al gimnasio José Beracasa de Caracas como se había planteado en un principio.
Los 3 mejores equipos, Venezuela, Argentina y Brasil, se clasificaron a los Juegos Panamericanos de 2015. También se otorgaron cuatro plazas para el Campeonato FIBA Américas de 2015.

## Sistema de competición
Las ocho selecciones participantes se dividieron en dos grupos (A y B). Los mejores dos equipos de cada grupo clasificaron a una semifinal donde el primer lugar del Grupo A jugó contra el segundo clasificado del Grupo B y viceversa. Los ganadores de la semifinal avanzaron a la Final.
El sorteo de los grupos se realizó en las oficinas de FIBA Américas en San Juan de Puerto Rico, quedando de la siguiente manera:
| Grupo A   | Grupo B   |
| --------- | --------- |
| Brasil    | Uruguay   |
| Paraguay  | Chile     |
| Ecuador   | Perú      |
| Argentina | Venezuela |

## Datos
- Venezuela es el primer país latinoamericano en albergar 3 eventos FIBA consecutivamente (Preolímpico Caracas 2012, Pre-Mundial Caracas 2013 y Campeonato Sudamericano Asunción 2014).
- La Asunción es la ciudad más pequeña en albergar el evento (31.000 habitantes).
- Es la primera vez que se realiza en el Estado de Nueva Esparta-Venezuela.
- Desde 1983, Venezuela, Argentina, Brasil y Uruguay clasifican a semifinal de manera consecutiva.
- Es la cuarta vez que el torneo se lleva a cabo en Venezuela (Valencia 1991, Maracaibo 1997, Caracas 2006, La Asunción 2014).
- Argentina y Venezuela disputan la final de nuevo, ya que en la edición de 2012 estos dos se enfrentaron con triunfo de los albicelestes.
- Venezuela logra su segundo título sudamericano.
- Nestor "Che" García se convierte en el único director técnico en ganar dos veces consecutiva el torneo con dos selecciones distintas (Argentina 2012 y Venezuela 2014)

## Cobertura televisiva
La cobertura Televisiva fue emitida para todo el continente americano por los siguientes canales: 
- Venezuela: Meridiano TV, Meridiano Max y Tves.
- Sudamérica: DirecTV Sports

## Fase de grupos
Todos los horarios corresponden a la hora legal de Venezuela (UTC-4:30).

### Grupo A
|   | Equipo    | Pts | J | G | P | PF  | PC  | Dif  |
| - | --------- | --- | - | - | - | --- | --- | ---- |
| 1 | Argentina | 6   | 3 | 3 | 0 | 239 | 168 | 71   |
| 2 | Brasil    | 5   | 3 | 2 | 1 | 238 | 174 | 64   |
| 3 | Paraguay  | 4   | 3 | 1 | 2 | 204 | 221 | -17  |
| 4 | Ecuador   | 3   | 3 | 0 | 3 | 171 | 289 | -118 |

| 24 de julio, 15:00                  | Ecuador                             | 44 - 100                            | Argentina                                                                                           |  |
| Reporte                             |                                     |                                     | |  |
| Parciales: 9-10, 13-37, 4-32, 18-21 | Parciales: 9-10, 13-37, 4-32, 18-21 | Parciales: 9-10, 13-37, 4-32, 18-21 | Gimnasio Ciudad de La Asunción, La Asunción Árbitro(s): Jorge Vásquez Hernán Melgarejo Miguel Bravo |  |
| Carcelén 9                          | Pts                                 | 15 Mata                             | Gimnasio Ciudad de La Asunción, La Asunción Árbitro(s): Jorge Vásquez Hernán Melgarejo Miguel Bravo |  |
| Quintero 8                          | Rebs                                | 3 Bortolín, Delía, Espinoza         | Gimnasio Ciudad de La Asunción, La Asunción Árbitro(s): Jorge Vásquez Hernán Melgarejo Miguel Bravo |  |
| Cárdenas 2                          | Asists                              | 3 Figueroa, Laprovittola, Richotti  | Gimnasio Ciudad de La Asunción, La Asunción Árbitro(s): Jorge Vásquez Hernán Melgarejo Miguel Bravo |  |

| 24 de julio, 17:30                   | Brasil                               | 73 - 56                              | Paraguay                                                                                       |  |
| Reporte                              |                                      |                                      |                                                                                                |  |
| Parciales: 14-17, 18-9, 23-11, 18-19 | Parciales: 14-17, 18-9, 23-11, 18-19 | Parciales: 14-17, 18-9, 23-11, 18-19 | Gimnasio Ciudad de La Asunción, La Asunción Árbitro(s): Steve Seibel Ángel Martínez Juan Silva |  |
| Hettsheimer 13                       | Pts                                  | 16 Araujo                            | Gimnasio Ciudad de La Asunción, La Asunción Árbitro(s): Steve Seibel Ángel Martínez Juan Silva |  |
| Hettsheimer 9                        | Rebs                                 | 4 Fabio                              | Gimnasio Ciudad de La Asunción, La Asunción Árbitro(s): Steve Seibel Ángel Martínez Juan Silva |  |
| Homem Chaia 3                        | Asists                               | 2 Fabio                              | Gimnasio Ciudad de La Asunción, La Asunción Árbitro(s): Steve Seibel Ángel Martínez Juan Silva |  |

| 25 de julio, 12:30                   | Ecuador                              | 54 - 106                             | Brasil                                                                                      |  |
| Reporte                              |                                      |                                      |                                                                                             |  |
| Parciales: 16-17, 11-29, 6-31, 21-29 | Parciales: 16-17, 11-29, 6-31, 21-29 | Parciales: 16-17, 11-29, 6-31, 21-29 | Gimnasio Ciudad de La Asunción, La Asunción Árbitro(s): José Reyes Daniel García Juan Silva |  |
| Carcelén 11                          | Pts                                  | 17 Mineiro, do Nacimiento            | Gimnasio Ciudad de La Asunción, La Asunción Árbitro(s): José Reyes Daniel García Juan Silva |  |
| Quintero 8                           | Rebs                                 | 7 do Nacimiento, Felicio             | Gimnasio Ciudad de La Asunción, La Asunción Árbitro(s): José Reyes Daniel García Juan Silva |  |
| Quintero 2                           | Asists                               | 8 Homem Chaia                        | Gimnasio Ciudad de La Asunción, La Asunción Árbitro(s): José Reyes Daniel García Juan Silva |  |

| 25 de julio, 17:30                    | Argentina                             | 75 - 65                               | Paraguay                                                                                                 |  |
| Reporte                               |                                       |                                       | |  |
| Parciales: 25-15, 11-19, 27-13, 12-18 | Parciales: 25-15, 11-19, 27-13, 12-18 | Parciales: 25-15, 11-19, 27-13, 12-18 | Gimnasio Ciudad de La Asunción, La Asunción Árbitro(s): Jorge Vásquez Alejandro Sánchez Roberto Oliveros |  |
| Richotti 16                           | Pts                                   | 16 Fabio                              | Gimnasio Ciudad de La Asunción, La Asunción Árbitro(s): Jorge Vásquez Alejandro Sánchez Roberto Oliveros |  |
| Bortolín 6                            | Rebs                                  | 11 Fabio                              | Gimnasio Ciudad de La Asunción, La Asunción Árbitro(s): Jorge Vásquez Alejandro Sánchez Roberto Oliveros |  |
| Richotti 4                            | Asists                                | 2 Araujo                              | Gimnasio Ciudad de La Asunción, La Asunción Árbitro(s): Jorge Vásquez Alejandro Sánchez Roberto Oliveros |  |

| 26 de julio, 12:30                    | Paraguay                              | 83 - 73                               | Ecuador                                                                                          |  |
| Reporte                               |                                       |                                       |                                                                                                  |  |
| Parciales: 20-13, 24-19, 20-17, 19-24 | Parciales: 20-13, 24-19, 20-17, 19-24 | Parciales: 20-13, 24-19, 20-17, 19-24 | Gimnasio Ciudad de La Asunción, La Asunción Árbitro(s): Miguel Bravo Jorge Vázquez Daniel García |  |
| Fabio 18                              | Pts                                   | 20 Carcelén                           | Gimnasio Ciudad de La Asunción, La Asunción Árbitro(s): Miguel Bravo Jorge Vázquez Daniel García |  |
| Fabio 15                              | Rebs                                  | 7 Delgado                             | Gimnasio Ciudad de La Asunción, La Asunción Árbitro(s): Miguel Bravo Jorge Vázquez Daniel García |  |
| Fabio 5                               | Asists                                | 4 Cárdenas                            | Gimnasio Ciudad de La Asunción, La Asunción Árbitro(s): Miguel Bravo Jorge Vázquez Daniel García |  |

| 26 de julio, 17:30                  | Brasil                              | 59 - 64                             | Argentina                                                                                               |  |
| Reporte                             |                                     |                                     | |  |
| Parciales: 12-21, 15-8, 19-8, 13-27 | Parciales: 12-21, 15-8, 19-8, 13-27 | Parciales: 12-21, 15-8, 19-8, 13-27 | Gimnasio Ciudad de La Asunción, La Asunción Árbitro(s): Steve Seibel Roberto Oliveros Alejandro Sánchez |  |
| da Silva 12                         | Pts                                 | 17 Safar                            | Gimnasio Ciudad de La Asunción, La Asunción Árbitro(s): Steve Seibel Roberto Oliveros Alejandro Sánchez |  |
| Mineiro 10                          | Rebs                                | 7 Espinoza                          | Gimnasio Ciudad de La Asunción, La Asunción Árbitro(s): Steve Seibel Roberto Oliveros Alejandro Sánchez |  |
| Luz 2                               | Asists                              | 3 Figueroa                          | Gimnasio Ciudad de La Asunción, La Asunción Árbitro(s): Steve Seibel Roberto Oliveros Alejandro Sánchez |  |

### Grupo B
|   | Equipo    | Pts | J | G | P | PF  | PC  | Dif  |
| - | --------- | --- | - | - | - | --- | --- | ---- |
| 1 | Venezuela | 6   | 3 | 3 | 0 | 229 | 167 | 62   |
| 2 | Uruguay   | 5   | 3 | 2 | 1 | 258 | 164 | 94   |
| 3 | Chile     | 4   | 3 | 1 | 2 | 192 | 238 | -46  |
| 4 | Perú      | 3   | 3 | 0 | 3 | 164 | 274 | -110 |

| 24 de julio, 12:30                   | Uruguay                              | 92 - 52                              | Chile                                                                                                  |  |
| Reporte                              |                                      |                                      | |  |
| Parciales: 16-8, 26-15, 28-15, 22-14 | Parciales: 16-8, 26-15, 28-15, 22-14 | Parciales: 16-8, 26-15, 28-15, 22-14 | Gimnasio Ciudad de La Asunción, La Asunción Árbitro(s): Alejandro Chiti Roberto Oliveros Flavio Zavala |  |
| Aguiar 18                            | Pts                                  | 13 Suárez                            | Gimnasio Ciudad de La Asunción, La Asunción Árbitro(s): Alejandro Chiti Roberto Oliveros Flavio Zavala |  |
| Wachsmann 12                         | Rebs                                 | 5 Fontena, Valencia                  | Gimnasio Ciudad de La Asunción, La Asunción Árbitro(s): Alejandro Chiti Roberto Oliveros Flavio Zavala |  |
| Osimani 6                            | Asists                               | 1 Schuler, Valencia                  | Gimnasio Ciudad de La Asunción, La Asunción Árbitro(s): Alejandro Chiti Roberto Oliveros Flavio Zavala |  |

| 24 de julio, 20:00                    | Perú                                  | 49 - 86                               | Venezuela                                                                                              |  |
| Reporte                               |                                       |                                       | |  |
| Parciales: 11-28, 13-18, 12-27, 13-13 | Parciales: 11-28, 13-18, 12-27, 13-13 | Parciales: 11-28, 13-18, 12-27, 13-13 | Gimnasio Ciudad de La Asunción, La Asunción Árbitro(s): Cristiano Maranho José Reyes Alejandro Sánchez |  |
| Chávez, Saldaña 10                    | Pts                                   | 13 Vásquez                            | Gimnasio Ciudad de La Asunción, La Asunción Árbitro(s): Cristiano Maranho José Reyes Alejandro Sánchez |  |
| Masías 6                              | Rebs                                  | 6 Colmenares                          | Gimnasio Ciudad de La Asunción, La Asunción Árbitro(s): Cristiano Maranho José Reyes Alejandro Sánchez |  |
| Céspedes, Masías 3                    | Asists                                | 4 Vásquez                             | Gimnasio Ciudad de La Asunción, La Asunción Árbitro(s): Cristiano Maranho José Reyes Alejandro Sánchez |  |

| 25 de julio, 15:00                   | Perú                                 | 45 - 103                             | Uruguay                                                                                            |  |
| Reporte                              |                                      |                                      | |  |
| Parciales: 4-25, 16-23, 10-29, 15-26 | Parciales: 4-25, 16-23, 10-29, 15-26 | Parciales: 4-25, 16-23, 10-29, 15-26 | Gimnasio Ciudad de La Asunción, La Asunción Árbitro(s): Alejandro Chiti Steve Seibel Flavio Zavala |  |
| Sambucetti 15                        | Pts                                  | 15 Aguilera                          | Gimnasio Ciudad de La Asunción, La Asunción Árbitro(s): Alejandro Chiti Steve Seibel Flavio Zavala |  |
| Chávez 6                             | Rebs                                 | 15 Borsellino                        | Gimnasio Ciudad de La Asunción, La Asunción Árbitro(s): Alejandro Chiti Steve Seibel Flavio Zavala |  |
| López, Morales 3                     | Asists                               | 5 Osimani                            | Gimnasio Ciudad de La Asunción, La Asunción Árbitro(s): Alejandro Chiti Steve Seibel Flavio Zavala |  |

| 25 de julio, 20:00                    | Venezuela                             | 76 - 55                               | Chile |  |
| Reporte                               |                                       |                                       | |  |
| Parciales: 22-14, 22-13, 19-13, 13-15 | Parciales: 22-14, 22-13, 19-13, 13-15 | Parciales: 22-14, 22-13, 19-13, 13-15 | Gimnasio Ciudad de La Asunción, La Asunción Árbitro(s): Cristiano Maranho Ángel Martínez Hernán Melgarejo |  |
| Vásquez 15                            | Pts                                   | 12 Isla                               | Gimnasio Ciudad de La Asunción, La Asunción Árbitro(s): Cristiano Maranho Ángel Martínez Hernán Melgarejo |  |
| Vásquez 6                             | Rebs                                  | 7 Valencia                            | Gimnasio Ciudad de La Asunción, La Asunción Árbitro(s): Cristiano Maranho Ángel Martínez Hernán Melgarejo |  |
| Cubillán 5                            | Asists                                | 3 Isla                                | Gimnasio Ciudad de La Asunción, La Asunción Árbitro(s): Cristiano Maranho Ángel Martínez Hernán Melgarejo |  |

| 26 de julio, 15:00                    | Chile                                 | 85 - 70                               | Perú                                                                                             |  |
| Reporte                               |                                       |                                       |                                                                                                  |  |
| Parciales: 23-18, 24-15, 24-17, 14-20 | Parciales: 23-18, 24-15, 24-17, 14-20 | Parciales: 23-18, 24-15, 24-17, 14-20 | Gimnasio Ciudad de La Asunción, La Asunción Árbitro(s): Flavio Zavala Alejandro Chiti Jose Reyes |  |
| Morales 18                            | Pts                                   | 15 Bellatín                           | Gimnasio Ciudad de La Asunción, La Asunción Árbitro(s): Flavio Zavala Alejandro Chiti Jose Reyes |  |
| Fontena 7                             | Rebs                                  | 5 Chávez                              | Gimnasio Ciudad de La Asunción, La Asunción Árbitro(s): Flavio Zavala Alejandro Chiti Jose Reyes |  |
| Carrasco 3                            | Asists                                | 4 Chávez                              | Gimnasio Ciudad de La Asunción, La Asunción Árbitro(s): Flavio Zavala Alejandro Chiti Jose Reyes |  |

| 26 de julio, 20:00                   | Venezuela                            | 67 - 63                              | Uruguay                                                                                                   |  |
| Reporte                              |                                      |                                      | |  |
| Parciales: 20-13, 10-9, 19-28, 18-13 | Parciales: 20-13, 10-9, 19-28, 18-13 | Parciales: 20-13, 10-9, 19-28, 18-13 | Gimnasio Ciudad de La Asunción, La Asunción Árbitro(s): Cristiano Maranho Ángel Martínez Hernán Melgarejo |  |
| Vásquez 19                           | Pts                                  | 14 Aguiar                            | Gimnasio Ciudad de La Asunción, La Asunción Árbitro(s): Cristiano Maranho Ángel Martínez Hernán Melgarejo |  |
| Marriaga 7                           | Rebs                                 | 9 Wachsmann                          | Gimnasio Ciudad de La Asunción, La Asunción Árbitro(s): Cristiano Maranho Ángel Martínez Hernán Melgarejo |  |
| Vásquez 4                            | Asists                               | 3 Fitipaldo                          | Gimnasio Ciudad de La Asunción, La Asunción Árbitro(s): Cristiano Maranho Ángel Martínez Hernán Melgarejo |  |

## Partidos de reclasificación
|  | Reclasificación          | Reclasificación          |    |                          | 5º puesto                | 5º puesto |  |
|  |                          |                          |    |                          |                          |           |  |
|  |                          |                          |    |                          |                          |           |  |
|  | La Asunción, 27 de julio |                          |    |                          |                          |           |  |
|  | Paraguay                 | 80                       |    |                          |                          |           |  |
|  | Perú                     | 56                       |    |                          |                          |           |  |
|  |                          |                          |    |                          |                          |           |  |
|  |                          |                          |    |                          | La Asunción, 28 de julio |           |  |
|  |                          |                          |    |                          | Paraguay                 | 75        |  |
|  |                          | Chile                    | 49 |                          |                          |           |  |
|  |                          |                          |    |                          |                          |           |  |
|  |                          |                          |    |                          |                          |           |  |
|  |                          |                          |    |                          | 7º puesto                |           |  |
|  | La Asunción, 27 de julio | La Asunción, 27 de julio |    | La Asunción, 28 de julio | La Asunción, 28 de julio |           |  |
|  | Chile                    | 74                       |    | Perú                     | 63                       |           |  |
|  | Ecuador                  | 57                       |    |                          | Ecuador                  | 90        |  |

### Primera ronda
| 27 de julio, 12:30                   | Paraguay                             | 80 - 56                              | Perú |  |
| Reporte                              |                                      |                                      | |  |
| Parciales: 16-4, 17-19, 25-22, 22-11 | Parciales: 16-4, 17-19, 25-22, 22-11 | Parciales: 16-4, 17-19, 25-22, 22-11 | Gimnasio Ciudad de La Asunción, La Asunción Árbitro(s): Cristiano Maranho Roberto Oliveros Daniel Garcia |  |
| Pérez 14                             | Pts                                  | 14 Monges                            | Gimnasio Ciudad de La Asunción, La Asunción Árbitro(s): Cristiano Maranho Roberto Oliveros Daniel Garcia |  |
| Ortiz 9                              | Rebs                                 | 5 Macías                             | Gimnasio Ciudad de La Asunción, La Asunción Árbitro(s): Cristiano Maranho Roberto Oliveros Daniel Garcia |  |
| Aponte 2                             | Asists                               | 4 Monges                             | Gimnasio Ciudad de La Asunción, La Asunción Árbitro(s): Cristiano Maranho Roberto Oliveros Daniel Garcia |  |

| 27 de julio, 15:00                   | Chile                                | 74 - 57                              | Ecuador                                                                                              |  |
| Reporte                              |                                      |                                      | |  |
| Parciales: 26-14, 16-9, 18-18, 14-16 | Parciales: 26-14, 16-9, 18-18, 14-16 | Parciales: 26-14, 16-9, 18-18, 14-16 | Gimnasio Ciudad de La Asunción, La Asunción Árbitro(s): Alejandro Chiti Alejandro Sánchez Juan Silva |  |
| Isla 18                              | Pts                                  | 14 Carcelén                          | Gimnasio Ciudad de La Asunción, La Asunción Árbitro(s): Alejandro Chiti Alejandro Sánchez Juan Silva |  |
| Isla 10                              | Rebs                                 | 16 Quintero                          | Gimnasio Ciudad de La Asunción, La Asunción Árbitro(s): Alejandro Chiti Alejandro Sánchez Juan Silva |  |
| Valencia 5                           | Asists                               | 2 Delgado                            | Gimnasio Ciudad de La Asunción, La Asunción Árbitro(s): Alejandro Chiti Alejandro Sánchez Juan Silva |  |

### Partido por el séptimo puesto
| 28 de julio, 12:30                   | Perú                                 | 63 - 90                              | Ecuador                                                                                             |  |
| Reporte                              |                                      |                                      | |  |
| Parciales: 29-27, 12-25, 9-20, 13-18 | Parciales: 29-27, 12-25, 9-20, 13-18 | Parciales: 29-27, 12-25, 9-20, 13-18 | Gimnasio Ciudad de La Asunción, La Asunción Árbitro(s): Hernán Melgarejo Miguel Bravo Daniel García |  |
| Monges 19                            | Pts                                  | 26 Cárdenas                          | Gimnasio Ciudad de La Asunción, La Asunción Árbitro(s): Hernán Melgarejo Miguel Bravo Daniel García |  |
| Monges, Masías 5                     | Rebs                                 | 14 Quintero                          | Gimnasio Ciudad de La Asunción, La Asunción Árbitro(s): Hernán Melgarejo Miguel Bravo Daniel García |  |
| Monges 5                             | Asists                               | 2 Carcelén                           | Gimnasio Ciudad de La Asunción, La Asunción Árbitro(s): Hernán Melgarejo Miguel Bravo Daniel García |  |

### Partido por el quinto puesto
| 28 de julio, 15:00                   | Paraguay                             | 75 - 49                              | Chile                                                                                               |  |
| Reporte                              |                                      |                                      | |  |
| Parciales: 21-9, 21-13, 15-17, 18-10 | Parciales: 21-9, 21-13, 15-17, 18-10 | Parciales: 21-9, 21-13, 15-17, 18-10 | Gimnasio Ciudad de La Asunción, La Asunción Árbitro(s): Angel Martínez Alejandro Sánchez Juan Silva |  |
| Fabio 18                             | Pts                                  | 18 Suárez                            | Gimnasio Ciudad de La Asunción, La Asunción Árbitro(s): Angel Martínez Alejandro Sánchez Juan Silva |  |
| Araujo 8                             | Rebs                                 | 6 Valencia                           | Gimnasio Ciudad de La Asunción, La Asunción Árbitro(s): Angel Martínez Alejandro Sánchez Juan Silva |  |
| Pérez 8                              | Asists                               | 3 Isla                               | Gimnasio Ciudad de La Asunción, La Asunción Árbitro(s): Angel Martínez Alejandro Sánchez Juan Silva |  |

## Fase final
|  | Semifinales              | Semifinales              |    |                          | Final                    | Final |  |
|  |                          |                          |    |                          |                          |       |  |
|  |                          |                          |    |                          |                          |       |  |
|  | La Asunción, 27 de julio |                          |    |                          |                          |       |  |
|  | Argentina                | 79                       |    |                          |                          |       |  |
|  | Uruguay                  | 68                       |    |                          |                          |       |  |
|  |                          |                          |    |                          |                          |       |  |
|  |                          |                          |    |                          | La Asunción, 28 de julio |       |  |
|  |                          |                          |    |                          | Argentina                | 65    |  |
|  |                          | Venezuela                | 74 |                          |                          |       |  |
|  |                          |                          |    |                          |                          |       |  |
|  |                          |                          |    |                          |                          |       |  |
|  |                          |                          |    |                          | Tercer lugar             |       |  |
|  | La Asunción, 27 de julio | La Asunción, 27 de julio |    | La Asunción, 28 de julio | La Asunción, 28 de julio |       |  |
|  | Venezuela                | 66                       |    | Uruguay                  | 61                       |       |  |
|  | Brasil                   | 65                       |    |                          | Brasil                   | 66    |  |

### Semifinales
| 27 de julio, 17:30                    | Argentina                             | 79 - 68                               | Uruguay                                                                                             |  |
| Reporte                               |                                       |                                       | |  |
| Parciales: 31-20, 11-13, 21-13, 16-22 | Parciales: 31-20, 11-13, 21-13, 16-22 | Parciales: 31-20, 11-13, 21-13, 16-22 | Gimnasio Ciudad de La Asunción, La Asunción Árbitro(s): Jorge Vázquez Hernán Melgarejo Miguel Bravo |  |
| Laprovittola 15                       | Pts                                   | 21 Aguiar                             | Gimnasio Ciudad de La Asunción, La Asunción Árbitro(s): Jorge Vázquez Hernán Melgarejo Miguel Bravo |  |
| Delía 6                               | Rebs                                  | 8 Wachsmann                           | Gimnasio Ciudad de La Asunción, La Asunción Árbitro(s): Jorge Vázquez Hernán Melgarejo Miguel Bravo |  |
| Laprovittola 6                        | Asists                                | 2 Parodi                              | Gimnasio Ciudad de La Asunción, La Asunción Árbitro(s): Jorge Vázquez Hernán Melgarejo Miguel Bravo |  |

| 27 de julio, 20:00                    | Venezuela                             | 66 - 65                               | Brasil                                                                                        |  |
| Reporte                               |                                       |                                       |                                                                                               |  |
| Parciales: 16-15, 12-11, 22-29, 16-10 | Parciales: 16-15, 12-11, 22-29, 16-10 | Parciales: 16-15, 12-11, 22-29, 16-10 | Gimnasio Ciudad de La Asunción, La Asunción Árbitro(s): Steve Seibel Jose Reyes Flavio Zavala |  |
| Guillent 15                           | Pts                                   | 15 Neto                               | Gimnasio Ciudad de La Asunción, La Asunción Árbitro(s): Steve Seibel Jose Reyes Flavio Zavala |  |
| Marriaga 5                            | Rebs                                  | 9 Felicio                             | Gimnasio Ciudad de La Asunción, La Asunción Árbitro(s): Steve Seibel Jose Reyes Flavio Zavala |  |
| Guillent 4                            | Asists                                | 3 Luz                                 | Gimnasio Ciudad de La Asunción, La Asunción Árbitro(s): Steve Seibel Jose Reyes Flavio Zavala |  |

### Partido por el tercer puesto
| 28 de julio, 17:30                   | Uruguay                              | 61 - 66                              | Brasil                                                                                              |  |
| Reporte                              |                                      |                                      | |  |
| Parciales: 17-18, 12-18, 18-21, 14-9 | Parciales: 17-18, 12-18, 18-21, 14-9 | Parciales: 17-18, 12-18, 18-21, 14-9 | Gimnasio Ciudad de La Asunción, La Asunción Árbitro(s): José Reyes Alejandro Chiti Roberto Oliveros |  |
| Fitipaldo 26                         | Pts                                  | 16 Benite                            | Gimnasio Ciudad de La Asunción, La Asunción Árbitro(s): José Reyes Alejandro Chiti Roberto Oliveros |  |
| Calfani 6                            | Rebs                                 | 10 Hettsheimeir                      | Gimnasio Ciudad de La Asunción, La Asunción Árbitro(s): José Reyes Alejandro Chiti Roberto Oliveros |  |
| Osimani 5                            | Asists                               | 3 Benite                             | Gimnasio Ciudad de La Asunción, La Asunción Árbitro(s): José Reyes Alejandro Chiti Roberto Oliveros |  |

### Final
| 28 de julio, 20:00                    | Argentina                             | 65 - 74                               | Venezuela                                                                                            |  |
| Reporte                               |                                       |                                       | |  |
| Parciales: 16-14, 15-15, 11-19, 23-26 | Parciales: 16-14, 15-15, 11-19, 23-26 | Parciales: 16-14, 15-15, 11-19, 23-26 | Gimnasio Ciudad de La Asunción, La Asunción Árbitro(s): Steve Seibel Cristiano Maranho Jorge Vázquez |  |
| Safar 16                              | Pts                                   | 24 Vásquez                            | Gimnasio Ciudad de La Asunción, La Asunción Árbitro(s): Steve Seibel Cristiano Maranho Jorge Vázquez |  |
| Leiva 10                              | Rebs                                  | 6 J. Vargas                           | Gimnasio Ciudad de La Asunción, La Asunción Árbitro(s): Steve Seibel Cristiano Maranho Jorge Vázquez |  |
| Laprovittola, Bortolín 2              | Asists                                | 4 Vásquez                             | Gimnasio Ciudad de La Asunción, La Asunción Árbitro(s): Steve Seibel Cristiano Maranho Jorge Vázquez |  |

| Venezuela                 |
| Campeón invicto Venezuela |
| Segundo título            |

## Estadísticas

### Tabla general
|                   | Equipo    | Pts | J | G | P | PF  | PC  | Dif  |
| ----------------- | --------- | --- | - | - | - | --- | --- | ---- |
| Medalla de oro    | Venezuela | 10  | 5 | 5 | 0 | 369 | 297 | 72   |
| Medalla de plata  | Argentina | 9   | 5 | 4 | 1 | 383 | 310 | 73   |
| Medalla de bronce | Brasil    | 8   | 5 | 3 | 2 | 369 | 301 | 68   |
| 4                 | Uruguay   | 7   | 5 | 2 | 3 | 387 | 309 | 78   |
|                   |           |     |   |   |   |     |     |      |
| 5                 | Paraguay  | 8   | 5 | 3 | 2 | 359 | 326 | 33   |
| 6                 | Chile     | 7   | 5 | 2 | 3 | 315 | 370 | -55  |
| 7                 | Ecuador   | 6   | 5 | 1 | 4 | 318 | 426 | -108 |
| 8                 | Perú      | 5   | 5 | 0 | 5 | 283 | 444 | -161 |

### Líderes
|   | Jugador          | J | Pts | Prom |
| - | ---------------- | - | --- | ---- |
| 1 | Mauricio Aguiar  | 5 | 82  | 16,4 |
| 2 | Greivis Vásquez  | 5 | 76  | 15,2 |
| 3 | Bruno Fitipaldo  | 5 | 74  | 14,8 |
| 4 | Carlos Carcelén  | 5 | 71  | 14,2 |
| 5 | Guillermo Araujo | 5 | 67  | 13,4 |

|   | Jugador            | J | Def | Ofe | Tot | Prom |
| - | ------------------ | - | --- | --- | --- | ---- |
| 1 | Mauricio Quintero  | 5 | 32  | 13  | 45  | 9    |
| 2 | Kiril Wachsmann    | 5 | 37  | 7   | 44  | 8,8  |
| 3 | José Fabio         | 5 | 29  | 13  | 42  | 8,4  |
| 4 | Nicolás Borsellino | 5 | 26  | 8   | 34  | 6,8  |
| 5 | Cristiano Silva    | 5 | 19  | 12  | 31  | 6,2  |

|   | Jugador              | J | Asis | Prom |
| - | -------------------- | - | ---- | ---- |
| 1 | Martín Osimani       | 5 | 18   | 3,6  |
| 2 | Daniel Pérez         | 5 | 18   | 3,6  |
| 3 | Nicolás Laprovittola | 5 | 17   | 3,4  |
| 4 | Heissler Guillent    | 5 | 15   | 3    |
| 5 | Julio Monges         | 5 | 15   | 3    |

Lista completa en FIBA Américas.